# Marybank
Marybank est une petite localité siégeant au nord de la ville de  Nelson dans le nord de l’île du Sud de la Nouvelle-Zélande.

## Situation
Elle siège sur le trajet de la route State Highway 6/S H 6 tout près de l’extrémité nord du marais de Nelson, entre les villes de Atawhai et Wakapuaka  , .